# Ogcocephalus pumilus
Ogcocephalus pumilus е вид лъчеперка от семейство Ogcocephalidae. Видът не е застрашен от изчезване.

## Разпространение и местообитание
Разпространен е в Американски Вирджински острови, Бахамски острови, Гвиана, Пуерто Рико, Суринам, Тринидад и Тобаго и Хондурас.
Обитава крайбрежията и пясъчните дъна на морета. Среща се на дълбочина от 15 до 348 m, при температура на водата от 17,3 до 26,5 °C и соленост 36,2 – 36,8 ‰.

## Описание
На дължина достигат до 6,1 cm.